# Орден Екатерины Великой (ПМР)
О́рден Екатери́ны Вели́кой — государственная награда Приднестровской Молдавской Республики, учреждённая указом Президента ПМР № 19 от 16 января 2023 года.
Указом Президента ПМР от 22 сентября 2023 года в статут ордена было внесено дополнение.

## Статут ордена[2]

### Основания для награждения
Орденом Екатерины Великой награждаются известные своими высокими духовно-нравственными личностными качествами и милосердием граждане Приднестровской Молдавской Республики и граждане иностранных государств за выдающийся вклад в миротворческую, гуманитарную и благотворительную деятельность, сохранение культурного наследия Приднестровской Молдавской Республики.
Орденом могут также награждаться города, районы и населённые пункты ПМР.

### Правила ношения[4]
Орден Екатерины Великой носится на левой стороне груди и при наличии ордена Почёта располагается после него.
Одновременно с орденом награждённому вручается его миниатюрная копия (лацканник), предусмотренная для особых случаев и возможного повседневного ношения. Лацканник носится на правой стороне груди и при наличии Ордена Республики располагается после его миниатюрной копии.

## Описание ордена[2]

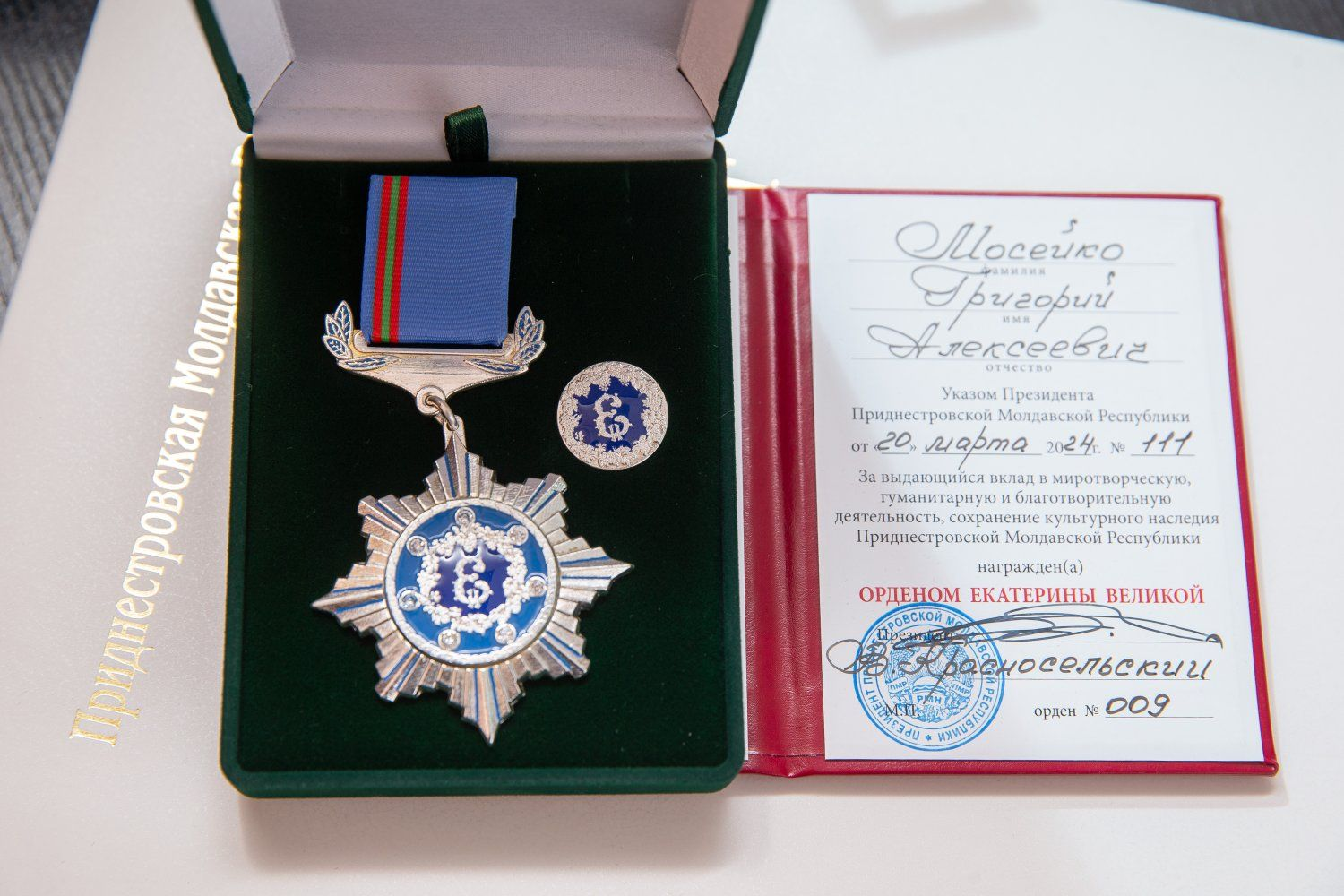
Орден Екатерины Великой для Григория Мосейко

Орден состоит из основного ложемента и накладки. Основа ордена изготовлена из латуни Л-63 толщиной 3 мм и представляет собой восьмиконечную звезду размером 57 × 57 мм с расходящимися от центра 48-ю лучами. В верхней части звезды имеется планка с ушком для крепления соединительного кольца.
Накладка изготовлена из латуни Л-63 толщиной 2 мм в форме правильного круга. По её окружности проходит полоса, покрытая эмалью голубого цвета. С внешней стороны полоса оконтурена краевым бортиком шириной 2 мм, выполненным в виде сплетённых дубовых листьев (символ мужества и стойкости), а с внутренней — плетением виноградной лозы с гроздьями винограда (символ плодородия и достатка). По голубому полю полосы закреплено семь прозрачных огранённых кристаллов (фианитов) диаметром 3,2 мм по числу расположенных по берегам реки Днестр городов, являющихся административно-территориальными единицами Приднестровской Молдавской Республики. В центре накладки, в окружности, покрытой тёмно-синей эмалью и оптическим лаком, помещён личный вензель Екатерины Великой в виде стилизованной буквы «Е» с римской цифрой «II» в основании. Вензель поднят над поверхностью накладки на 0,4 мм, плетение виноградной лозы и краевой бортик подняты на 0,45 мм.
На реверсе ордена, в окружности диаметром 30,8 мм, на стилизованном изображении ленты — надпись «ОРДЕН ЕКАТЕРИНЫ ВЕЛИКОЙ». В основании окружности надпись «ПМР», выполненная рельефным шрифтом над поверхностью, покрытой тёмно-синей эмалью. В центре реверса имеется прямоугольная площадка размером 10 × 4 мм для нанесения четырёхзначного порядкового номера ордена. Поверхность вокруг площадки выполнена в технике «шагрень».
Орден при помощи соединительного кольца крепится к колодке, изготовленной из латуни Л-63 толщиной 2 мм. Колодка имеет сложную форму, состоящую из прямоугольника, опирающегося на планку с двумя симметрично расходящимися к краям ветвями лавра, листья лавра оконтурены эмалью тёмно-синего цвета. Размер колодки по вертикали 45 мм, по горизонтали 40 мм. В основании колодки имеется ушко для крепления соединительного кольца. Колодка обтянута муаровой лентой голубого цвета шириной 25 мм. С правого края ленты с отступом 2 мм от края три полосы зелёного, красного и зелёного цветов шириной по 1,2 мм каждая.
На оборотной стороне колодки имеется нарезной штифт с гайкой для крепления к одежде. Орден выполняется с гальваническим серебрением.
Лацканник круглой формы, диаметром 20 мм, изготовлен из латуни Л-63 толщиной 2 мм. В его центре помещён вензель Екатерины Великой в виде стилизованной буквы «Е» с римской цифрой «II» в основании. По краю лацканника проходит плетение из виноградной лозы с гроздями винограда. Цветовое решение лацканника точно повторяет цветовое решение накладки ордена, с покрытием изделия оптическим лаком. На оборотной стороне имеется цанговая заколка для крепления к одежде.

## История награждений

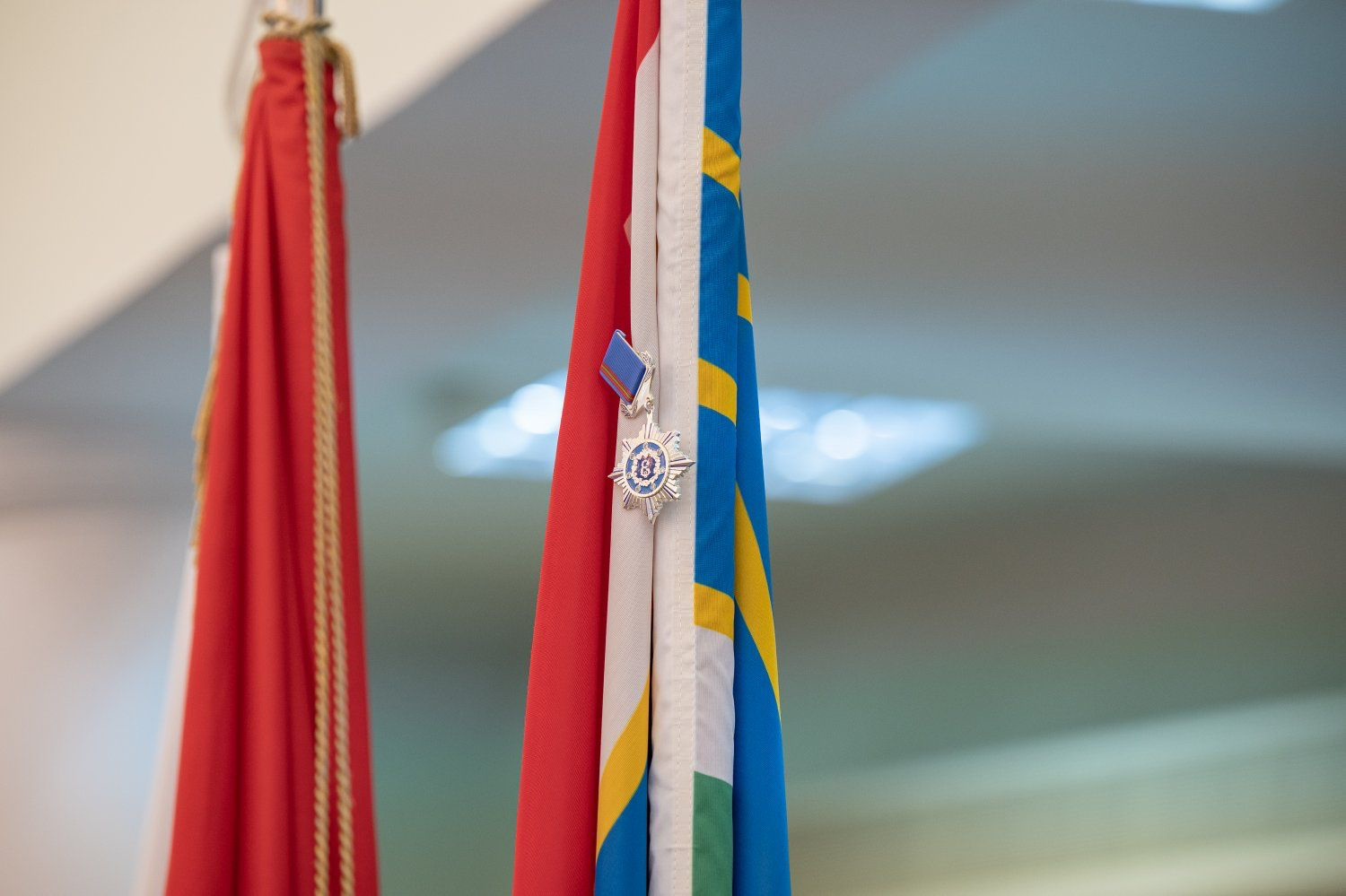
Орден Екатерины Великой на флаге города Тирасполь

См.: Категория:Кавалеры ордена Екатерины Великой (ПМР)
Первое награждение орденом Екатерины Великой состоялось 1 сентября 2023 года. Награду получила начальник Государственной службы по культуре и историческому наследию Приднестровской Молдавской Республики Мария Андреевна Кырмыз
Вторым награжденным за выдающийся вклад в дело по сохранению и развитию православных духовно-нравственных традиций в Приднестровской Молдавской Республике и в связи с 65-летием со дня рождения ордена был удостоен архиепископ Тираспольский и Дубоссарский Савва (Волков).
9 октября 2023 года за большой вклад жителей города в сохранение исторического и культурного наследия и традиций, развитие и укрепление экономического и социального потенциала Приднестровской Молдавской Республики и в связи с 231-й годовщиной со дня основания орденом Екатерины Великой был награжден город Тирасполь.
11 августа 2025 года была награждена Мосейко Ольга Вадимовна.